# Дентикул
Дентикулът (от латински dens — зъб) е едно от серия малки правоъгълни блокчета, разположени равномерно под част от корниза, които при йонийската архитектура заместват дорийските мутули. Елементът се среща, макар и не толкова често, при Коринтския и Композитния стил, както и съвсем рядко в Дорийския и то главно в римския Дорийски стил. Функциите му са изключително декоративни, а ефектът се засилва от играта на светлини и сенки по този вид орнаменти. Същият елемент се използва като украса и при мебелите, както от периода на Йонийския стил, така и при по-модерния дизайн.

## История
Според Витрувий дентикулите са се появили като заместници на челата на ребрата при дървения покрив. В най-изразена форма те са приложени в йонийските храмове на Мала Азия, в ликийски гробници и портици и в гробници на Персия, където представляват отчетливо възпроизвеждане в камък на предходните дървени конструкции. Най-ранните дентикули са намерени в гробницата на Дарий, строена през около 500 г. пр.н.е. Те са изрязани в скалата, на която е възпроизведен портикът на двореца му.
В древна Атина за първи път са използвани в корниза на портика с кариатидите на Ерехтейона, създаден през 480 г. пр.н.е. Могат да се видят и на корниза на паметника на Лизистрат от 334 г. пр.н.е., където са с много по-малки размери. По-големите мащаби на дентикулите все още се запазват в по-късните храмове на Йония, като например храма на Приена.
Много рядко може да се срещне и смесица от мутули и дентикули, като преход от дорийския към йонийския стил. Единственият такъв пример в Древен Рим е този на корниза на театъра на Марцел. Понякога също там, при Коринтския стил се срещат едновременно модильони и дентикули, подредени под тях.

## Йонийски, Коринтски, Композитен стилове
Дентикулите са характерни най-вече за Йонийския архитектурен стил, но се ползват още при Коринтския и Композитния стил. Те са подредени под долната част на корниза в правилна редица, близо един до друг и с малки междинни отстояния. Визуално се появяват точно под линията на покрива, и обикалят от всичките му страни. Напомнят за равно подредени зъби и затова понякога този архитектурен елемент се нарича зъборез.
Класическите дентикули са гладки и с равна дебелина. Обикновено са разположени в лента в горната част на сградата, а ширината им е равна на ширината на пространството под гейсона. Поради това много често имат формата на квадрат. При най-добрите примери на класическата архитектура ширината на дентикула е равна на 2/3 от неговата височина и тогава формата му се превръща в правоъгълна. В тези случаи разстоянието между два съседни дентикула е равно на 1/3 от височината му, което, от своя страна, се равнява на 1/6 от диаметъра на колоната при основата ѝ. Това разстояние варира, но задължително е доста по-малко от ширината му, като най-често е равна на половината от нея. Разпределението на тези елементи по цялата дължина на фасадата се изчислява предварително, за да се завърши в края при ъгъла на покрива с цял дентикул, а не с част от него, което е естетически неприемливо.

## Византия и италиански Ренесанс
Дентикулът е един от най-разпрострънените декоративни елементи, срещани в романската архитектура и по време на италианския Ренесанс. В преддверието на катедралата „Св. София“ в Константинопол дентикулите и разстоянията между тях са с еднаква ширина. Дентикулите са скосени от горе надолу и имат чисто декоративни функции. Този вид обработка е известен под името венециански дентикули и всъщност е копиран за първи път в Италия от катедралата в Константинопол. Венецианските дентикули обаче са ползвани главно за декорация на арки, аркади или са свързани в поредица, наподобяваща гръцки меандри.
Друг тип дентикули са тези, които са декорирани с релефни правоъгълници в средата на горната, или долна част на всяка плочка. В други случаи могат да имат само лек прорез в централната си горна част и тогава приличат повече на меандри. Пример за този вид са дентикулите в Баните на Диоклециан в Рим. Понякога са обработени с по-прости или по-сложни релефи.
Във византийската, и особено във венециано-византийската архитектура, често се срещат дентикули, чиято ширина е равна на междините между тях, а самата плоскост на тези междини е скосена от горе надолу. В този случай видимият профил на дентикулите се превръща в правоъгълен триъгълник. Този тип дентикули се срещат и в някои френски сгради от този период, но много по-рядко.

## Съвременност
Когато дентикулите са изработени от някакъв вид камък, те се изсичат и обработват предварително, а монтажът им на място се прави от зидари или каменоделци. Могат да бъдат придружени и от други декоративни архитектурни елементи, които обогатяват вида на сградата. В наше време се изработват и продават дентикули от гипс, дърво или пластмаса, в зависимост от това дали ще се ползват за интериора или екстериора на сградата.
През вековете дентикулите претърпяват много промени във външния си вид. Подложени са на много различни видове обработка – могат да бъдат със заоблени върхове, украсени с различни релефи, разместени частично един спрямо друг и т.н.
Преди да се предвидят или изработят дентикули, е много важно да се прецени дали сградата е подходяща за прилагането им, защото е възможно вместо добър естетически ефект да се получи пренатоварване на фасадата и излишна претенциозност.
Във вътрешния дизайн дентикулите се поставят също в горната част на помещението, в непосредствена близост до тавана.

## Мебели
При мебелите дентикулите се оформят на различни места, в зависимост от вкуса и вижданията на майстора. През 18 век шотландският архитект и дизайнер на мебели Робърт Адам въвежда при изработката на мебели над 100 нови детайла, включително и дентикулите. Той проектира освен сградите, и мебелите към тях, за да запази единството на стила в цялостното им оформление като екстериор и интериор.
Чарлз Хейуърд обаче твърди, че те се появяват още през епохата на английския крал Джеймс I, което ги отнася към периода между 1603 и 1660 година.